# Gatow
Gatow es un barrio de la ciudad alemana de Berlín. Tiene una población estimada, a fines de 2022, de 3603 habitantes.
Se encuentra dentro del distrito de Spandau.

## Historia
La existencia de Gatow figura por primera vez registrada en 1258 bajo el nombre de Gatho. En 1558 la villa de Gatow fue incorporada a Spandau. Luego de la partición de Alemania, realizada en julio de 1945 al término de la Segunda Guerra Mundial, Gatow se convirtió en parte del sector británico de Berlín Occidental.

## Infraestructura
Los actuales cuarteles llamados en alemán General-Steinhoff-Kaserne fueron sede de un aeródromo utilizado entre 1934 y 1994, primero por la Luftwaffe como sede de personal técnico y para instrucción militar, con el nombre de Luftkriegsschule II, y posteriormente por la Royal Air Force británica bajo el nombre de RAF Gatow. La base de Gatow fue la sede del único uso operativo conocido de hidroaviones dentro de Europa central, cuando se utilizó el modelo Short Sunderlands para transportar sal desde Hamburgo a Berlín, acuatizando en el lago Havel. El aeropuerto fue reintegrado a la actual Fuerza Aérea Alemana en 1994 y fue utilizado brevemente, siendo cerrado al tráfico aéreo en 1995.

## Actualidad de la base Gatow
El nombre actual de las instalaciones militares se debe al general Johannes Steinhoff, as de la aviación de la Segunda Guerra Mundial, y primer jefe de la fuerza aérea germano occidental de la posguerra. Las instalaciones acogen algunas unidades de tierra de la Luftwaffe y al Museo de las Fuerzas Aéreas de las Fuerzas de Defensa Federales (Luftwaffenmuseum der Bundeswehr). En este museo se muestran más de 200 000 ítems relacionados con la aviación militar alemana de la posguerra. También se encuentran allí otros objetos, como aviones de la Primera y Segunda Guerra Mundial alemanes y otros elementos pertenecientes a la aviación británica dejados por la RAF. El sitio web del museo es http://www.luftwaffenmuseum.de.
También dentro de los límites de la antigua base de la RAF se encuentra una escuela pública (no militar), llamada Hans-Carossa-Gymnasium, y casas para empleados gubernamentales de Alemania. Esta zona ha sido parte del barrio de Kladow desde 2003.